# Adam Svoboda
Adam Svoboda (* 26. Januar 1978 in Brünn, Tschechoslowakei; † 7. Mai 2019) war ein tschechischer Eishockeytorwart. Er war viele Jahre beim HC Pardubice, HC Sparta Prag, HC Slavia Prag und HC Plzeň 1929 in der tschechischen Extraliga aktiv und spielte für die Nürnberg Ice Tigers, den HK Lada Toljatti und den HK Awangard Omsk. Zuletzt war er Torwarttrainer beim HC Pardubice.

## Karriere
Adam Svoboda begann seine Profikarriere 1996 bei HC Sparta Prag in der tschechischen Extraliga. 1997 wechselte der Tscheche zum HC Pardubice und spielte dort zunächst als zweiter Torhüter hinter Libor Barta. Ab der Spielzeit 1999/2000 war der Linksfänger schließlich Stammtorhüter des HC Pardubice, dem er bis 2004 angehörte.

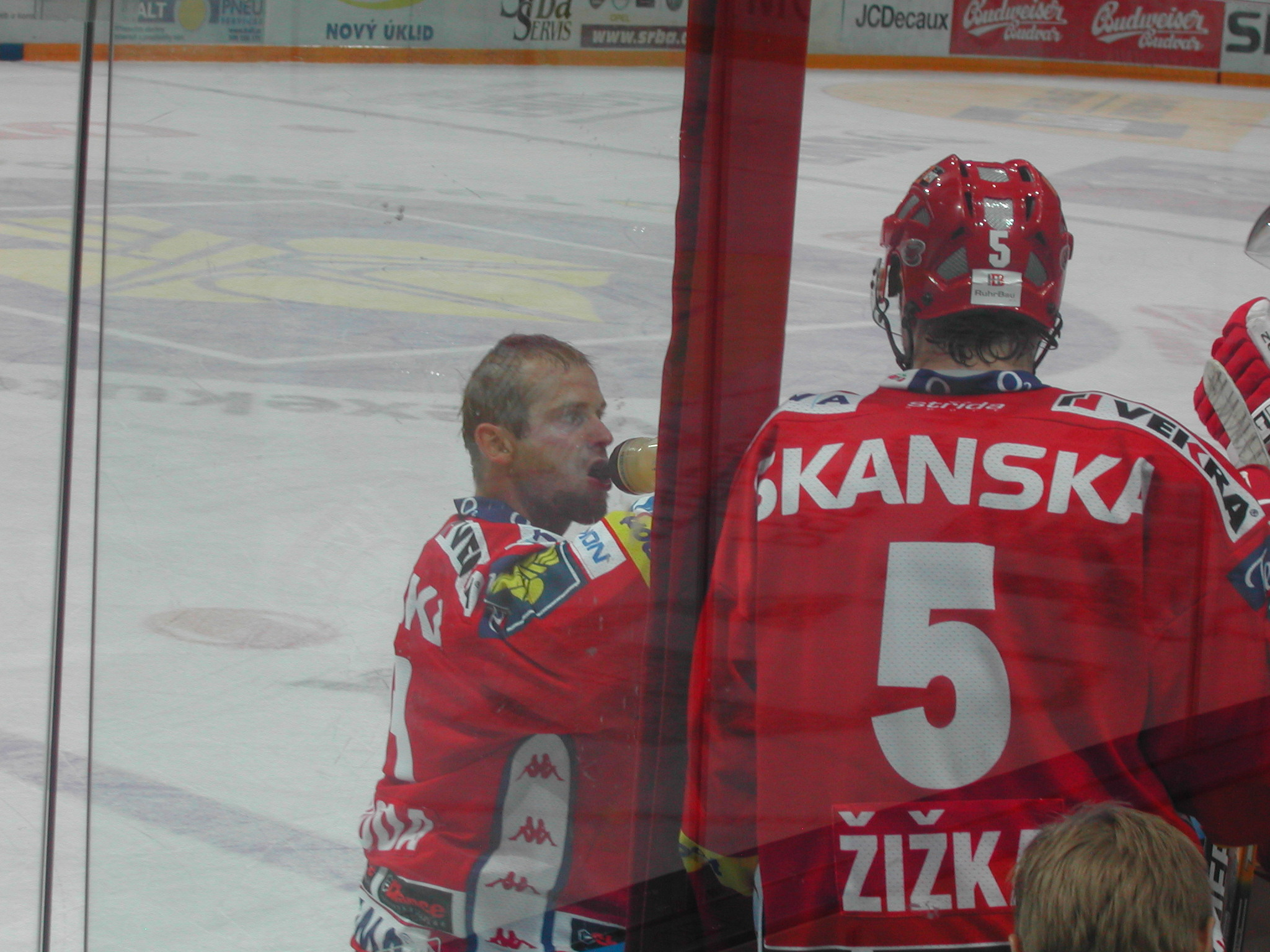
Adam Svoboda (links)

In der DEL-Saison 2004/05 wurde Svoboda an die Nürnberg Ice Tigers ausgeliehen, wo er aufgrund eines Druckfehlers auf seinem ersten Trikot den Spitznamen „Siggi“ erhielt. Seine fröhliche und lustige Art machte ihn schnell zu einem beliebten Spieler der Nürnberg Ice Tigers. Zur Spielzeit 2005/06 schloss sich der Schlussmann dem HK Lada Toljatti an, bevor er einige Spiele für Pardubice absolvierte und den Rest der Saison bei Timrå IK in der schwedischen Elitserien verbrachte. Nach drei Extraliga-Partien zu Beginn der Saison 2006/07 wechselte der Tscheche zum HC Slavia Prag, wo er als Stammtorhüter fungierte und 2008 die Tschechische Meisterschaft gewinnen konnte.
Im Januar 2009 wechselte der Goalie zum HK Awangard Omsk in die Kontinentale Hockey-Liga, wo er acht Spiele absolvierte. Zur Saison 2009/10 kehrte er zu den Nürnberg Ice Tigers zurück, war aber hinter Patrick Ehelechner nur zweiter Torhüter und kam so nur auf acht Einsätze in der DEL.
Im Juni 2010 wurde Svoboda erneut vom HC Eaton Pardubice verpflichtet. Diesen verließ er bereits nach einem Jahr wieder und schloss sich zur Saison 2011/12 dem HC Plzeň 1929 an. Mit diesem Klub gewann er 2013 erneut die tschechische Meisterschaft, verließ ihn aber nach diesem Erfolg und wechselte zum HC Slavia Prag. Seine letzte Station in der Extraliga war der Mountfield HK, für den er in der Spielzeit 2015/16 in 15 Spielen im Tor eingesetzt wurde.
Die letzte Station seiner Spielerkarriere war der kasachische Klub HK Beibarys Atyrau, ehe er seine Karriere 2017 beendete. Im Jahre 2018 wurde er Torwarttrainer beim HC Pardubice.
Svoboda starb am 7. Mai 2019 durch Suizid.

### International
1996 wurde Adam Svoboda bei der U18-Europameisterschaft als Spieler der Junioren-Nationalmannschaft Tschechiens zum besten Torhüter des Turniers gekürt. Ein Jahr später nahm er mit der U20-Juniorenauswahl an der Junioren-Weltmeisterschaft teil und errang den vierten Platz. Ab 2001 wurde der Schlussmann immer wieder für die Spiele der Euro Hockey Tour in den Kader der Nationalmannschaft berufen, schaffte es aber nie in die Auswahlmannschaft für Weltmeisterschaften oder olympische Turniere. Erst 2005 wurde er als Ersatztorhüter mitgenommen und wurde Weltmeister bei der WM in Österreich. Auch in den beiden folgenden Jahren war er Teil der WM-Mannschaft, kam aber zu keinen Einsätzen.

## Erfolge und Auszeichnungen
- 1996 Bester Torhüter der U18-Europameisterschaft
- 2005 Goldmedaille bei der Weltmeisterschaft
- 2006 Silbermedaille bei der Weltmeisterschaft
- 2008 Tschechischer Meister mit dem HC Slavia Prag
- 2013 Tschechischer Meister mit dem HC Škoda Plzeň